# Affaire Beauchamp-Sharp

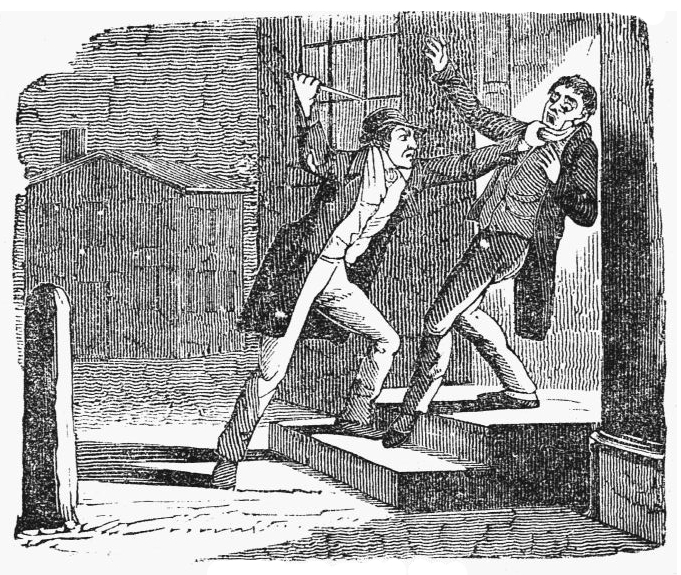
Jereboam O. Beauchamp assassinant Solomon P. Sharp.

L'affaire criminelle Beauchamp-Sharp, aussi connue sous le nom de « Tragédie du Kentucky », fait référence au meurtre en 1825 du colonel Solomon P. Sharp, homme politique américain du Kentucky, par l'avocat Jereboam O. Beauchamp (1802-1826). En tant que jeune avocat, Beauchamp était un admirateur de Sharp jusqu'à ce que ce dernier fut accusé, en 1819, d'être le père de l'enfant illégitime et mort-né de Anna Cooke, et dont il refuse la paternité. Plus tard, Beauchamp, apprenant les malheurs d’Anna Cooke, entame une relation amoureuse avec celle-ci, et lui propose avec insistance le mariage. Elle accepte de l'épouser à condition qu'il venge son déshonneur et tue Sharp. Beauchamp et Cooke se marient en juin 1824, et, au petit matin du 7 novembre 1825, Beauchamp assassine Sharp à son domicile, à Frankfort dans le Kentucky.
L'enquête révèle que Beauchamp est le meurtrier, et celui-ci est appréhendé à son domicile, à Glasgow dans le Kentucky, quatre jours après l'assassinat. Il est jugé, reconnu coupable et condamné à la peine capitale par pendaison. Un sursis lui est cependant accordé pour exprimer par écrit les motivations de son acte. Anna Cooke-Beauchamp, quant à elle, est jugée pour complicité de meurtre, mais est acquittée par manque de preuves. Totalement dévouée à Beauchamp, elle obtient la permission de partager sa cellule, dans laquelle ils tentent tous deux de se suicider en ingérant du laudanum. La tentative échoue, et ils réitèrent leur tentative la veille de l'exécution, cette fois-ci avec un poignard qu’Anna a introduit illégalement. Lorsque les geôliers découvrent la tentative, Beauchamp est transporté d'urgence à la potence, où il est pendu avant qu'il ne meure de ses blessures de couteau. Il est, à ce titre, le premier condamné à mort exécuté dans l'État du Kentucky. Anna Cooke-Beauchamp décède des suites de ses blessures peu de temps avant que son mari soit pendu. Ils furent enterrés ensemble.
Ce fait divers a inspiré plusieurs écrivains, dont W. G. Simms, T. H. Chivers, C. F. Hoffman, les adaptations les plus célèbres restant celle d'Edgar Allan Poe dans son œuvre inachevée Politian, ou encore celle de Robert Penn Warren dans World Enough and Time.

## Source
- (en) Cet article est partiellement ou en totalité issu de l’article de Wikipédia en anglais intitulé « Beauchamp–Sharp Tragedy » (voir la liste des auteurs).